# Derek W. Robinson
Derek William Robinson (* 25. Juni 1935 in Bournemouth; † 31. August 2021) war ein britisch-australischer theoretischer und mathematischer Physiker und Mathematiker. Er war Professor an der Australian National University.

## Werdegang
Robinson hatte irische Wurzeln und wuchs in Südengland auf. Er studierte an der Universität Oxford Mathematik mit dem Bachelor-Abschluss 1957 und wurde 1960 in Oxford in theoretischer Kernphysik bei David Brink promoviert (Multiple Coulomb Excitations in deformed nuclei). Danach forschte er in der Schweiz, Deutschland, Frankreich (wo er in den 1960er Jahren am IHES war) und den USA und war zehn Jahre lang Professor in Marseille. 1978 ging er als Professor für Mathematik an die University of New South Wales in Australien und ab 1982 war er Professor an der Australian National University.
Er befasste sich mathematisch mit Quantenfeldtheorie und statistischer Mechanik.
Mit Jorge A. Swieca und Daniel Kastler gab er 1966 eine mathematische Begründung des Goldstonetheorems. Mit Ola Bratteli schrieb er eine Monographie über Operatoralgebren und statistische Mechanik.
1980 wurde Robinson zum Mitglied der Australian Academy of Science ernannt. Von 1994 bis 1996 war er Präsident der Australian Mathematical Society.

## Schriften
- mit Daniel Kastler und André Swieca: Conserved currents and associated symmetries; Goldstone´s theorem. In: Communications in Mathematical Physics. Bd. 14, 1969, ISSN 0010-3616, S. 108–120, doi:10.1007/BF01773346.
- A Proof of the existence of phase transitions in the anisotropic Heisenberg model. In: Communications in Mathematical Physics. Bd. 14, Nr. 3, 1969, S. 195–204, doi:10.1007/BF01645420.
- Thermodynamic pressure in quantum statistical mechanics (= Lecture Notes in Physics. 9). Springer, Berlin u. a. 1971, ISBN 3-540-05640-8.
- als Herausgeber mit Francesco Guerra und Raymond Stora Les méthodes mathématiques de la théorie quantique des champs. Marseille, 23–27 juin 1975 (= Centre National de la Recherche Scientifique. Colloques Internationaux. 248). Éditions du Centre National de la Recherche Scientifique, Paris 1976, ISBN 2-222-01925-7.
- mit Ola Bratteli: Operator algebras and quantum statistical mechanics. 2 Bände. Springer, New York NY u. a. 1979–1981;
  - Band 1: C*- and W*-algebras, symmetry groups, decomposition of states. 1979, ISBN 3-540-09187-4;
  - Band 2: Equilibrium states, models in quantum statistical mechanics. 1981, ISBN 0-387-10381-3.
- als Herausgeber mit Alain Connes und Daniel Kastler: Algèbres d’opérateurs et leurs applications en physique mathématique. Marseille, 20–24 juin 1977 (= Centre National de la Recherche Scientifique. Colloques Internationaux. 274). Éditions du Centre National de la Recherche Scientifique, Paris 1979, ISBN 2-222-02441-2.
- Elliptic operators and Lie groups. Clarendon Press, Oxford u. a. 1991, ISBN 0-19-853591-0.
- mit Nick Dungey und Antonius F. M. ter Elst: Analysis on Lie groups with polynomial growth (= Progress in Mathematics. 14). Birkhäuser, Boston MA u. a. 2003, ISBN 0-8176-3225-5.